# دانشگاه هرات

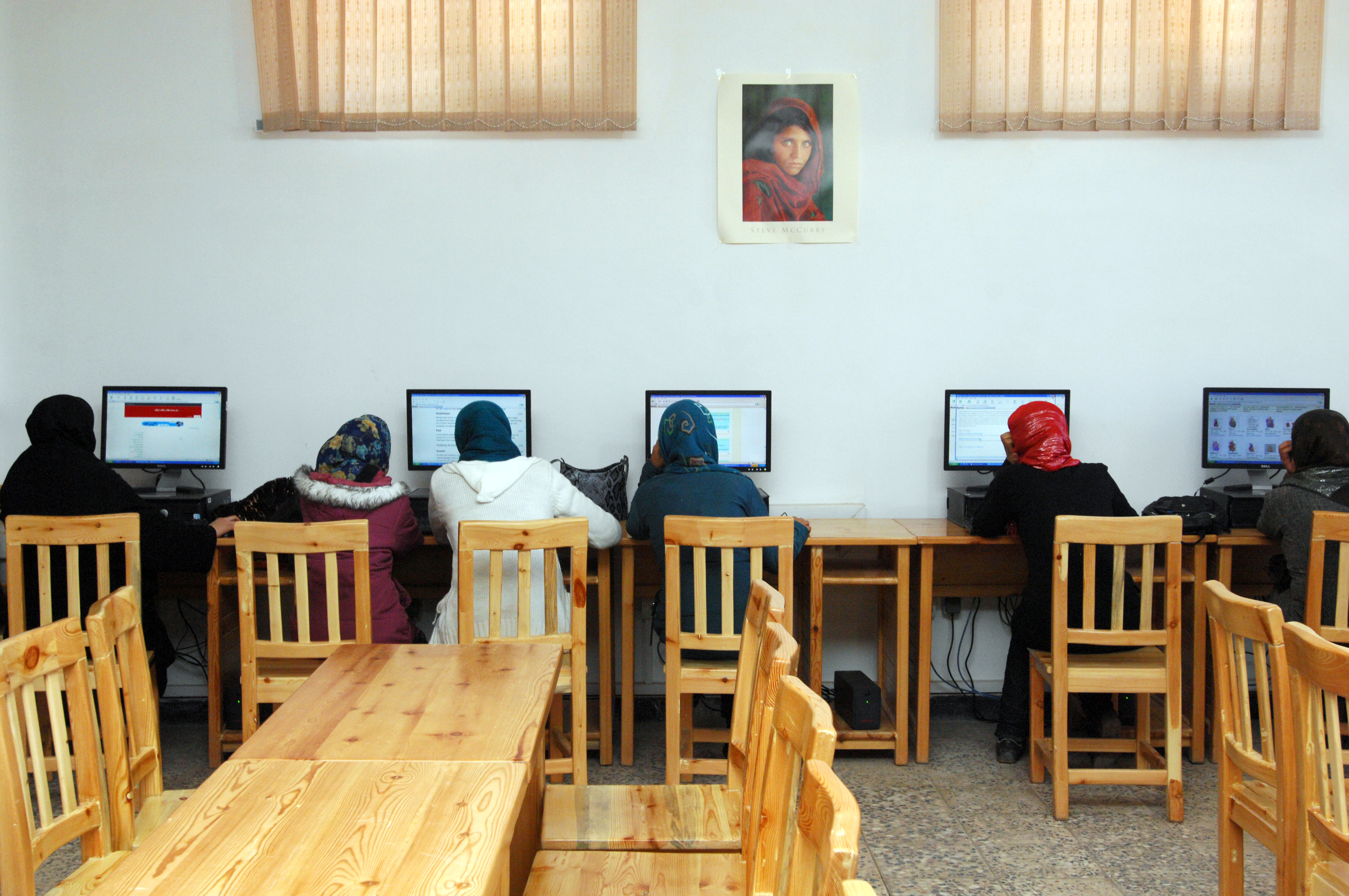
دانشگاه هرات

دانشگاه هرات دارای ۳۵۱ عضو کادری بوده که از جمله ۲۶۵ مرد و ۸۶ زن است. در حال حاضر میزبان ۱۱٬۳۷۷ دانشجو بوده که از جمله ۷٬۲۵۸ مرد و ۴٬۱۱۹ زن می‌باشد.

## تأسیس
دانشگاه هرات در سال ۱۳۶۷ خورشیدی با گشایش دانشکده ادبیات و علوم انسانی به عنوان نخستین دانشکده آغاز به کار کرد. این نهاد به‌عنوان مرکز تأییدشده وزارت تحصیلات عالی در غرب افغانستان و در شهر هرات قرار دارد. این دانشگاه دارای ۱۶ دانشکده می‌باشد که شامل:
۱. ادارهٔ عامه
۲. ادبیات و علوم انسانی
۳. اقتصاد
۴. مهندسی
۵. آموزش و پرورش
۶. حقوق و علوم سیاسی
۷. کشاورزی
۸. روزنامه‌نگاری و رسانه
۹. علوم پایه
۱۰. دندان‌پزشکی
۱۱. هنرهای زیبا
۱۲. پزشکی (طب)
۱۳. علوم رایانه
۱۴. الهیات و علوم دینی
۱۵. دامپزشکی می‌باشد.
ولایت بادغیس با سه دانشکده (تعلیم و تربیت، کشاورزی و اقتصاد)، ولایت غور با یک دانشکده (تعلیم و تربیت) و ولایت فراه با یک دانشکده (تعلیم و تربیت) در حال ارائهٔ خدمات برای فرزندان این مرز و بوم است.

## آمار و حقایق
دانشگاه هرات دارای ۳۵۱ عضو عضو کدر علمی است که ۲۵۶ نفر آن‌ها مرد و ۸۶ زن می‌باشند. ۱۱٬۳۷۷ دانشجو شامل ۷٬۲۵۸ پسر و ۴٬۱۱۹ دختر در این دانشگاه مشغول به تحصیل در رشته‌های مختلف می‌باشند.
در این دانشگاه تحصیلات عالی برای (۱۵۲) تن از استادان مساعد گردیده که هم‌اکنون (۸۰) کارشناس ارشد (ماستری) و (۱) دکتر فارغ و (۷۱) تن مشغول تحصیل‌اند که از جمله (۲۰) نفر به دورهٔ دکترا و (۵۱) به دورهٔ کارشناسی‌ارشد هستند.
این دانشگاه در حال حاضر ۷۲ رشتهٔ تحصیلی دارد و در حدود ۵۰ درصد از شاگردان این دانشگاه از ولایات هم‌جوار هرات‌اند.

## تعداد دانشجویان دانشگاه هرات به تفکیک جنسیت در سال ۱۳۹۱
| شماره | دانشکده              | پسران | دختران | مجموع  |
| ----- | -------------------- | ----- | ------ | ------ |
| ۱     | اداره عامه           | ۳۴۲   | ۱۱۹    | ۴۶۱    |
| ۲     | ادبیات و علوم انسانی | ۳۷۹   | ۴۱۶    | ۷۹۵    |
| ۳     | اقتصاد               | ۷۱۶   | ۱۵۶    | ۸۷۲    |
| ۴     | مهندسی               | ۶۱۶   | ۶۵     | ۶۸۱    |
| ۵     | آموزش و پرورش        | ۱۲۷۸  | ۱۲۳۲   | ۲۵۱۰   |
| ۶     | حقوق و علوم سیاسی    | ۴۳۷   | ۲۱۵    | ۶۲۵    |
| ۷     | کشاورزی              | ۶۵۱   | ۱۵۰    | ۸۰۱    |
| ۸     | روزنامه‌نگاری و رسانه | ۲۰۲   | ۶۰     | ۲۶۲    |
| ۹     | علوم پایه            | ۴۷۰   | ۲۹۷    | ۷۶۷    |
| ۱۰    | دندان‌پزشکی           | ۴۷۰   | ۲۹۷    | ۷۶۷    |
| ۱۱    | هنرهای زیبا          | ۱۰۰   | ۱۲۲    | ۲۲۲    |
| ۱۲    | پزشکی                | ۴۲۳   | ۳۴۲    | ۷۶۵    |
| ۱۳    | رایانه               | ۳۰۷   | ۹۰     | ۳۹۷    |
| ۱۴    | شرعیات و علوم اسلامی | ۵۳۶   | ۲۰۸    | ۷۴۴    |
| ۱۵    | دامپزشکی             | ۱۰۶   | ۱۶     | ۱۲۲    |
|       | مجموع                | ۷٬۲۵۸ | ۴٬۱۱۹  | ۱۱٬۳۷۷ |

## جلب همکاری‌های خارجی
استراتژی این نهاد تولید دستاوردهای علمی، انتقال دانش از راه آموزش و کاربردی ساختن علوم و دانش در جهت رفع نیازمندی‌های جامعه و کشور از اهداف اساسی دانشگاه هرات است که این اهداف عناصر اساسی رسالت دانشگاه هرات را تشکیل می‌دهد که تحقق آن دانشگاه هرات را به عنوان دانشگاه برتر در سطح منطقه قرار خواهد داد که با توجه به نکات فوق دانشگاه هرات تلاش نموده‌است تا بهترین امکانات آموزشی را در فضای دانشگاهی برای دانشجویان ارائه نماید؛ از جمله مرکز پژوهش علمی، مراکز اینترنت، کارگاه‌های کامپیوتر، مرکز آموزشی زبان انگلیسی و رایانه ELCLC، مزرعه تحقیقاتی کشاورزی، کتابخانهٔ عمومی با داشتن بیش از ۲۵ هزار جلد کتب در رشته‌های مختلف، کارگاه‌ها و آزمایشگاه‌های مدرن اختصاصی برای هر دانشکده، کافه‌تریا و خدمات نشر و چاپ، سمینارها و دوره‌های آموزشی کوتاه‌مدت مانند سمینارهای لایحهٔ کریدت، سمینار روش تحقیق، برنامه‌های کارورزی، رادیوی آموزشی صدای جوان را می‌توان نام برد.
طی سال‌های اخیر دانشگاه هرات اهمیت ارتباط میان نهادهای علمی خارجی و داخلی را اصل عمده برای انتقال دانش و کابردی‌ساختن آن دانسته و با یک تعداد دانشگاه‌های خارجی در ایالات متحده آمریکا، آلمان، ایتالیا، تایلند، اسلواکی، ایران و هند روابط علمی و دانشگاهی برقرار نمود که در نتیجهٔ این همکاری‌ها کارگاه‌ها، آزمایشگاه‌ها و پژوهشگاه‌های مختلف در دانشکده‌های رایانه، مهندسی، کشاورزی، پزشکی و علوم تجهیز گشت و نصاب تحصیلی، مفردات و کتب درسی استاندارد نیز آماده گردید. افزون بر آن با همکاری‌های علمی و فنی دانشگاه‌های مذکور با این نهاد، زمینهٔ تحصیلات عالی برای ۱۵۲ تن از استادان مساعد گردیده که هم‌اکنون ۸۰ کارشناس‌ارشد و ۱ دکتر فارغ و ۷۱ تن مشغول تحصیل‌اند که از جمله ۲۰ نفر به دورهٔ دکترا و ۵۱ به دورهٔ کارشناسی‌ارشد هستند.

## پروژهٔ ساختمانی جدید
دانشگاه هرات تا سال ۱۳۸۲ فاقد مجموعهٔ ساختمانی مستقل تحصیلی بوده و در منازل و ساختمان‌های رهایشی در مناطق مختلف شهر هرات به صورت پراکنده فعالیت می‌نمود. بنیان‌گذاری مجموعهٔ ساختمانی دانشگاه از سال ۱۳۸۲ توسط امیر اسماعیل خان والی وقت هرات آغاز گردیده؛ ولی به علت عدم تأمین بودجهٔ لازم توسط وزارت مالیه تاکنون تکمیل نگردیده‌است.

## دیدگاه
دانشگاه هرات به عنوان یک دانشگاه ملی و حوزه‌ای با افزایش کیفیت و کمیت سالم، در تمام زمینه‌ها جامعه را در علوم پایه و علوم کاربردی رهبری می‌کند، جامعهٔ افغانستان را توسعه می‌بخشد.